# Ponyo sulla scogliera
Ponyo sulla scogliera (崖の上のポニョ ?, Gake no ue no Ponyo) è un film d'animazione giapponese del 2008 scritto e diretto da Hayao Miyazaki.
Prodotto dallo Studio Ghibli, è sceneggiato dallo stesso Miyazaki che si è basato sul racconto Iya Iya En della scrittrice giapponese Rieko Nakagawa, illustrato da Yuriko Yamawaki.
Il film è uscito nelle sale giapponesi il 19 luglio 2008 e ha partecipato in concorso alla 65ª Mostra del cinema di Venezia. In Italia la pellicola è stata distribuita nelle sale il 20 marzo 2009.
Ha vinto il premio come miglior film d'animazione ai Japan Academy Awards.

## Trama
Fujimoto, un mago/scienziato un tempo umano, vive sott'acqua insieme a sua figlia, Brunilde, e alle sue numerose sorelle più piccole (creature simili a pesci con viso umano). Mentre sono in gita con un sottomarino, quest'ultima si allontana dalla famiglia, e galleggia via sotto la cupola di una medusa. Dopo un incontro con un peschereccio, si ritrova sulla riva di una piccola città di pescatori, rimanendo intrappolata in un barattolo di vetro dal quale viene salvata da Sōsuke, un bambino di cinque anni molto intelligente. Nel rompere il barattolo con una pietra, quest'ultimo si taglia, ma Brunilde lecca la sua ferita facendola guarire quasi all'istante. Sōsuke battezza la creatura con il nome "Ponyo", e promette di proteggerla. Nel frattempo, Fujimoto cerca freneticamente la figlia perduta, che crede essere stata rapita; così chiama a sé i suoi spiriti delle onde per trovarla. Questi riescono a recuperare Ponyo e riportarla dal padre, spezzando il cuore di Sōsuke.
Ponyo/Brunilde e Fujimoto hanno una discussione, durante la quale la figlia si rifiuta di lasciare che il padre la chiami con il suo nome di nascita, dichiarando il suo desiderio di essere conosciuta come "Ponyo" e di diventare umana. Usando la sua magia, grazie al sangue bevuto da Sosuke, si fa crescere gambe e braccia e inizia a trasformarsi in un essere umano,  Suo padre, allarmato, la costringe a tornare alla sua vera forma ed esce per chiamare Granmamare, la madre di Ponyo. Nel frattempo, quest'ultima, con l'aiuto delle sue sorelle, si allontana dal sottomarino e usa inavvertitamente la sua magia per rendersi completamente umana. L'enorme quantità di energia che rilascia nell'oceano causa uno squilibrio nel mondo, provocando uno tsunami e lasciando le navi alla deriva in mare. Ponyo torna da Sōsuke, che è stupito e felicissimo di vederla, e racconta a sua madre, Risa, che l'amica è tornata ed è ora una bambina. La donna le permette di restare a casa loro per il momento, e aspettano che la tempesta passi insieme a casa di Sōsuke. Preoccupata per gli abitanti della casa di riposo in cui lavora, Risa parte per controllarli, promettendo al figlio che tornerà a casa il prima possibile.
Granmamare arriva al sottomarino di Fujimoto. Il padre di Sōsuke, Kōichi, la vede viaggiare e la riconosce come la Dea della Misericordia. Fujimoto nota che la luna sembra star uscendo dalla sua orbita e che i satelliti stanno precipitando come stelle cadenti, sintomi del pericoloso squilibrio della natura, ma Granmamare lo tranquillizza, dichiarando che se Sōsuke supererà una prova, Ponyo potrà vivere come un essere umano e l'ordine del mondo sarà ripristinato. Fujimoto, ancora preoccupato, le ricorda che se il bambino fallisse la prova, la figlia si trasformerebbe in schiuma di mare.
Questi ultimi si svegliano per scoprire che la maggior parte della terra intorno alla casa è stata coperta dall'oceano. Poiché è impossibile per Risa tornare a casa, i due bambini decidono di andarla a cercare. Con l'aiuto della magia, Ponyo trasforma la nave giocattolo di Sōsuke in una imbarcazione a grandezza naturale, e i due bambini si spostano attraverso l'oceano appena formatosi.
Quando Sōsuke e Ponyo arrivano nella foresta, tuttavia, quest'ultima è evidentemente molto stanca e si addormenta, solo per essere svegliata dal bambino, il quale la implora di far ingrandire una seconda candela con la sua magia prima che quella che sta alimentando la loro barca si spenga. Ponyo poi si assopisce più volte, non riuscendo quindi a far ingrandire la candela. La bambina infine sviene e Sōsuke si trova costretto a spingere la barca a riva, giusto in tempo per scoprire che essa, priva della magia di Ponyo, sta tornando alle sue dimensioni originali di giocattolo. Il bambino trascina l'amica a riva, dove trova la macchina abbandonata di Risa; tuttavia lei non si trova lì, quindi Sōsuke si lascia prendere dal panico e si mette a piangere. Ponyo poi si sveglia e i due continuano la ricerca della donna, entrando in un tunnel nel quale la bambina ritorna ad essere un pesce a causa dell'uso eccessivo dei suoi poteri magici. Nel frattempo, Risa e le anziane abitanti della casa di cura, temporaneamente in grado di respirare l'acqua grazie a Granmamare, stanno aspettando sotto la superficie per l'arrivo di Ponyo e Sōsuke. Questi ultimi incontrano Fujimoto, il quale avverte il ragazzo che l'equilibrio della natura è in pericolo e lo implora di restituirgli Ponyo. Sōsuke dubita dell'uomo e tenta di fuggire, ma i due bambini vengono rapidamente catturati e il mago li porta alla casa di riposo.
Sōsuke si ricongiunge a Risa e incontra Granmamare, con la quale la donna ha appena avuto una lunga conversazione privata, che gli chiede se sia in grado di amare Ponyo, a prescindere dal suo essere un pesce o un essere umano. Il bambino risponde che la ama in qualsiasi sua forma. La donna dice quindi a sua figlia che scegliendo una volta per tutte di essere umana, dovrà rinunciare ai suoi poteri magici. Ponyo è d'accordo, quindi Granmamare la racchiude in una bolla e la dà a Sōsuke, informandolo che baciarla completerà la trasformazione della figlia. L'equilibrio della natura è così ripristinato e le navi precedentemente bloccate tornano in porto. Fujimoto rispetta la scelta di sua figlia di diventare un essere umano, avendo deciso che può affidare a Sōsuke il benessere di Ponyo. Quest'ultima bacia dunque il bambino, completando la sua trasformazione in essere umano.

## Produzione
La produzione di Ponyo sulla scogliera è iniziata ad ottobre 2006. Per animare il film sono stati utilizzati 170,000 disegni a matita, un numero record di produzione per Miyazaki. Quest'ultimo è stato coinvolto personalmente nei disegni del film, in quanto voleva essere lui a disegnare le onde e il mare, per lui la parte più importante del film.
Il villaggio sul mare in cui vive Sōsuke è ispirato alla cittadina di Tomonoura. Il nome di Sōsuke è tratto dal romanzo La porta, di Natsume Sōseki. Il suo aspetto riprende invece quello di Gorō Miyazaki, figlio di Hayao, all'età di cinque anni; pare che Ponyo sia ispirata alla figlia di tre anni di Katsuya Kondō, l'animatore capo, che a sua volta è stato ripreso nel personaggio di Fujimoto, che è appunto il padre di Ponyo.
Il padre di Sōsuke lavora su una nave chiamata Koganei Maru. Koganei è la cittadina ad ovest di Tokyo dove si trova lo Studio Ghibli, mentre in una scena Risa, cantando, cita la sigla iniziale di un altro lavoro di Miyazaki, Il mio vicino Totoro.

## Colonna sonora

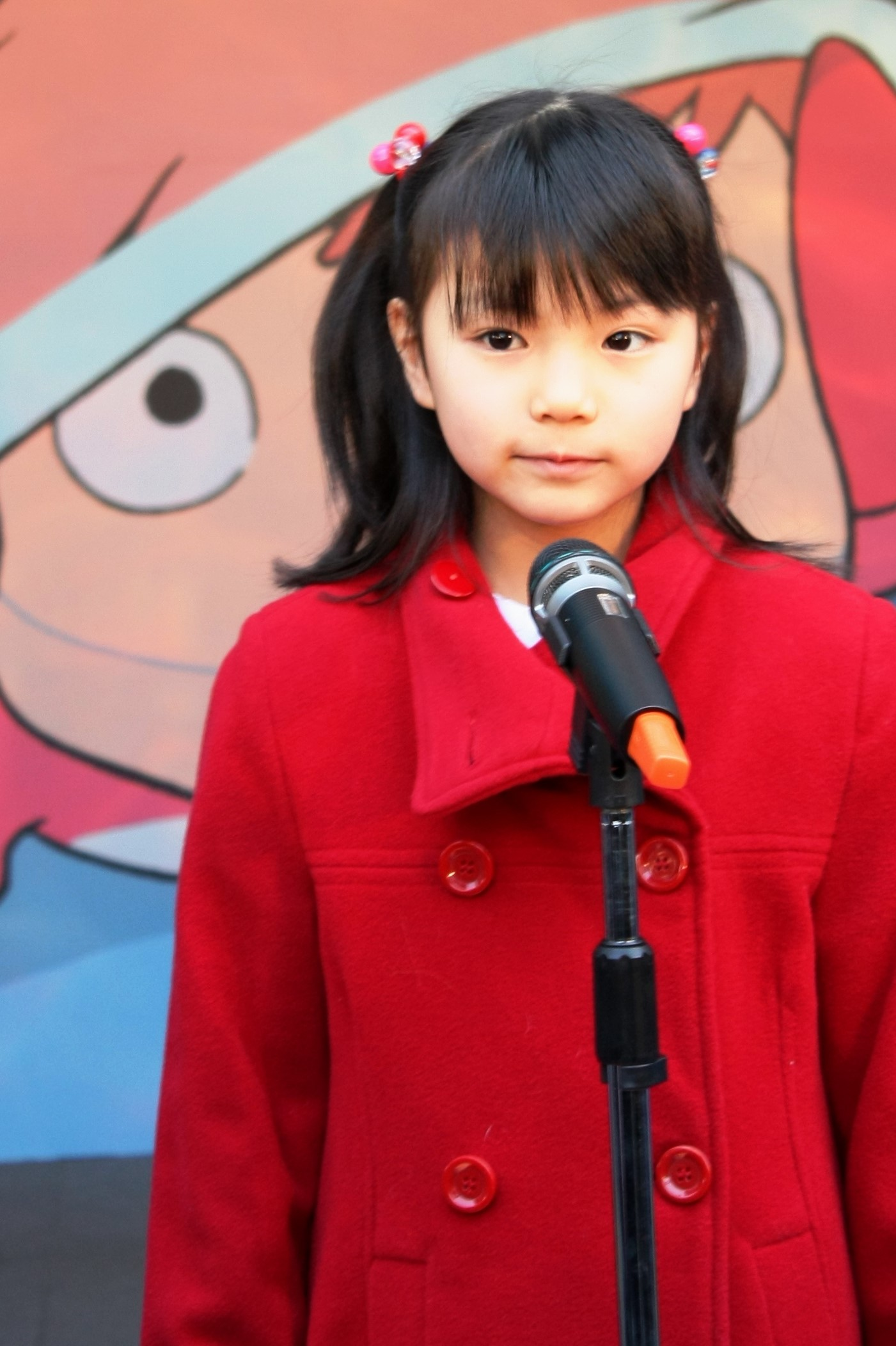
Nozomi Ōhashi, la bambina che ha cantato, insieme a Fujioka Fujimaki, la sigla finale del film in lingua originale

La sigla finale, intitolata Gake no Ue no Ponyo (崖の上のポニョ?), pubblicata il 5 dicembre 2007, è cantata da Fujioka Fujimaki (il famoso duo composto da Takaaki Fujioka e Naoya Fujimaki) e da Nozomi Ōhashi, una bambina di otto anni. La versione italiana della canzone è invece cantata da Fabio Liberatori e sua figlia Sara Liberatori. Sul sito del distributore italiano Lucky Red è stato possibile ascoltarla anche prima dell'uscita ufficiale del film in Italia, dato che è stata resa disponibile giorni prima.

## Distribuzione

### Giappone
Il film è stato distribuito nei cinema dalla Toho, esordendo il 19 luglio 2008, e con l'equivalente di oltre 165 milioni di dollari, è stato il film che ha incassato di più nello stesso anno.

### Italia
Presentato in concorso alla Biennale di Venezia 2008, il film è uscito poi in Italia il 20 marzo 2009, distribuito in 186 sale. Nel primo week-end di programmazione ha incassato 236767 €, posizionandosi al sesto posto nella classifica dei film più visti. In data 31 maggio 2009, quando è stata ritirata dalle sale, la pellicola aveva raggiunto un incasso totale di 775000 €, ben lontano dalla 100ª posizione nella classifica box-office della stagione 2008/09.
La direzione del doppiaggio e i dialoghi italiani sono a cura di Gualtiero Cannarsi, per conto di Technicolor spa.

### Regno Unito
Il film è stato distribuito nel Regno Unito ad agosto 2009.

### Stati Uniti d'America/ Canada

Logo della versione statunitense

L'edizione statunitense del film venne curata da Pixar Animation Studios, sotto la supervisione di John Lasseter (estimatore ed amico del regista giapponese), Brad Lewis (produttore di Ratatouille) e Peter Sohn;
Melissa Mathison, sceneggiatrice di E.T. l'extra-terrestre, si occupò dell'adattamento dei dialoghi. Il doppiaggio fu prodotto da John Lasseter, Steve Alpert, Frank Marshall, Kathleen Kennedy e lo stesso Miyazaki.
Il film fu distribuito il 14 agosto 2009 da Walt Disney Pictures, in collaborazione con la The Kennedy/Marshall Company, mentre in edizione DVD e Blu-ray a partire dall'anno successivo.

### Belgio e Francia
Il film è stato distribuito in Belgio e in Francia l'8 aprile 2009 da Disney France.

### Spagna
Ponyo sulla scogliera è stato distribuito in Spagna il 24 aprile 2009.

## Accoglienza

### Critica
L'aggregatore di recensioni Rotten Tomatoes riporta una percentuale di gradimento del 91%, basata su 172 recensioni di critici; il commento del sito recita: "Pur non essendo il miglior film di Miyazaki, Ponyo sulla scogliera è una fiaba visivamente sbalorditiva che è una delizia dolcemente poetica per i bambini di tutte le età".